# Док будан сањам (филм)
Док будан сањам је фантастична драма која је заснована на истоименом роману Ричарда Матесона. Филм је режирао Винсент Ворд, док главне улоге играју: Робин Вилијамс, Кјуба Гудинг млађи и Анабела Шјора.

## Улоге
| Глумац             | Улога                   |
| ------------------ | ----------------------- |
| Робин Вилијамс     | Крис Нилсен             |
| Анабела Шјора      | Eни Нилсен              |
| Кјуба Гудинг млађи | Алберт Луис/Ијан Нилсен |
| Макс фон Сидоу     | трагач/Алберт Луис      |
| Џесика Брукс Грант | Мари Нилсен             |
| Џош Падок          | Ијан Нилсен             |
| Розалинд Чао       | Лиона/Мари Нилсен       |
| Лусинда Џени       | госпођа Џејкобс         |
| Меги Макарти       | Стејси Џејкобс          |